# 大宮南銀座

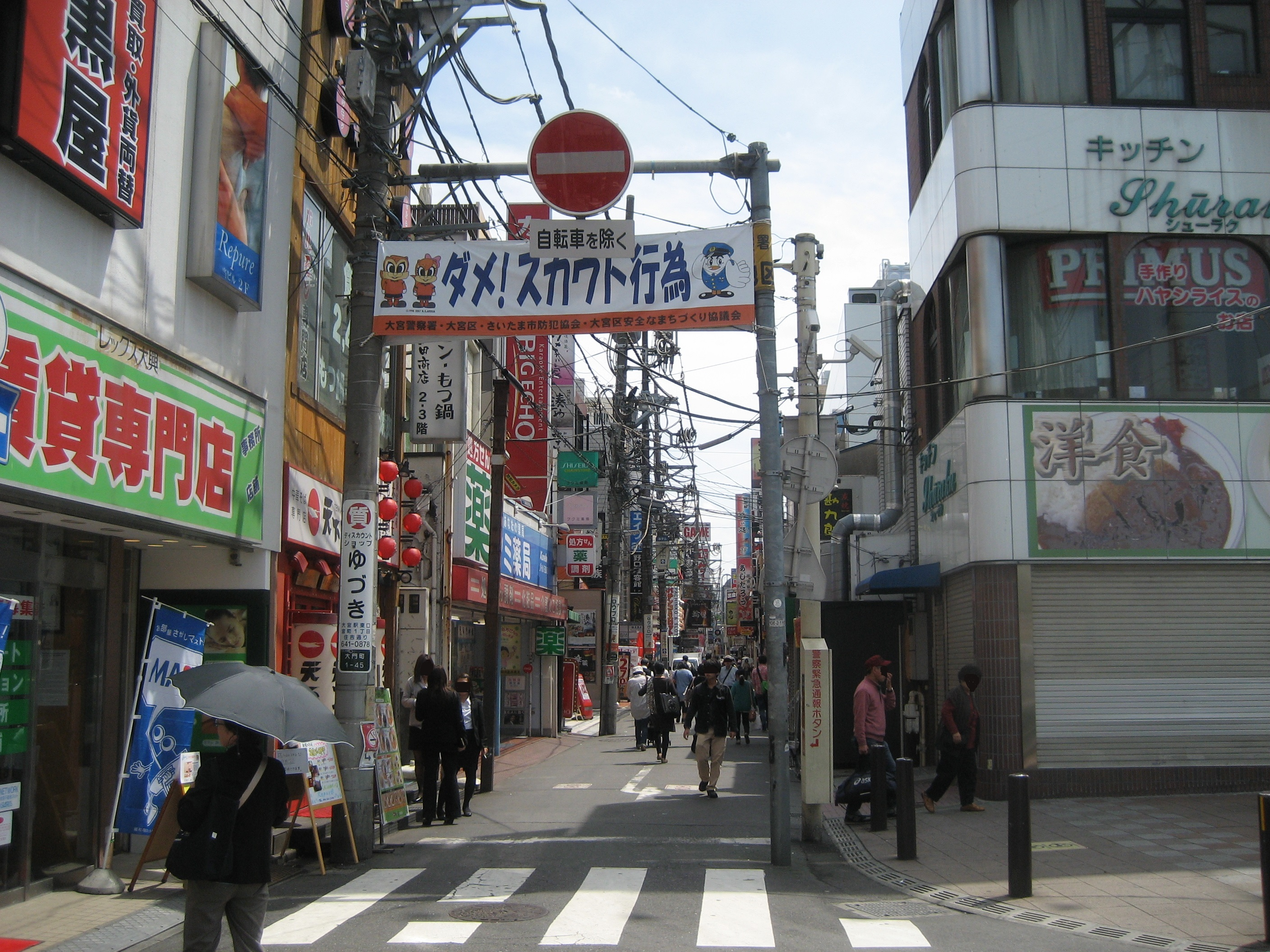
南銀座通り（大宮駅東口広場南側付近）

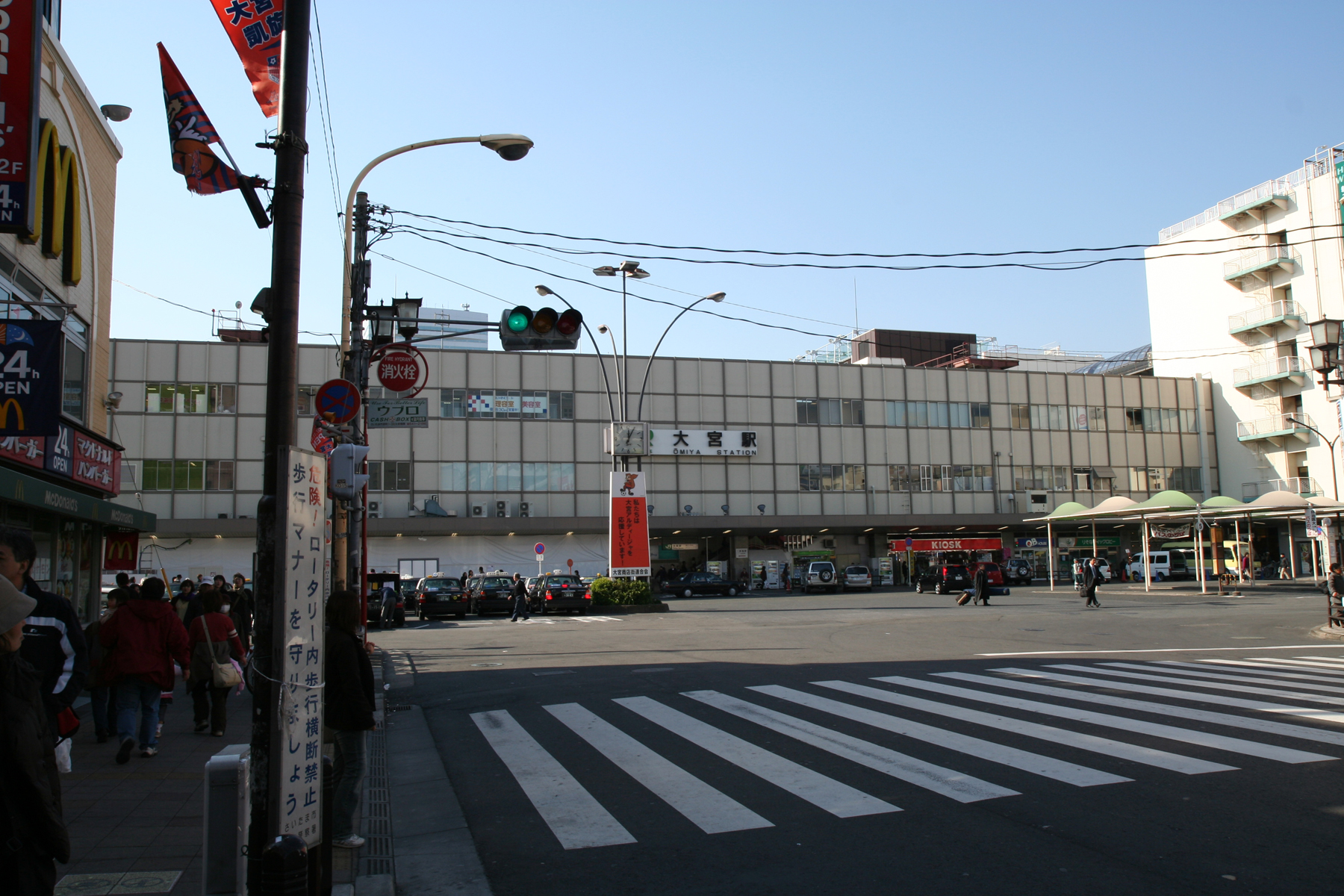
大宮駅東口。駅を出るとすぐに南銀座の入り口がある。

大宮南銀座（おおみやみなみぎんざ）は、埼玉県さいたま市大宮区の大宮駅東口にある歓楽街および商店街の通称である。南銀通り・ナンギンの略称もよく知られている。

## 概要
大宮駅東口の南側一帯が「南銀座」と呼ばれる地帯であり、駅前から南へ延びる「南銀座通り」を中心として、大宮中央通り・旧中山道・線路に囲まれた、大宮区大門町1丁目、仲町1丁目、下町1丁目が区域に当たる。「南銀座」の名前は昭和28年頃、この地の出身であり、この地域の初代料飲組合長となった大宮市議会議員山崎嘉一が、当時の全国的な商店街の銀座命名ブームにあやかり地域の繁栄を願って名づけた。

### 外観
昔ながらの狭い路地に小規模な店舗やテナントビルが多く並び、大型店は中央通り沿いに髙島屋がある。駅近くにはカラオケやゲームセンターが立ち並び、若者が多く集まり、駅から離れるほどに飲食店が多くなる。いわゆる「接待を伴う飲食店」は東側を通る中山道との間にあり、200店舗を越える店舗がひしめき合っている。

### 東口エリア
昭和20年代になり大宮駅東口エリアでは、大宮駅東口正面の中央通りを挟んで駅北側に広がる商店街である大宮銀座通りが「銀座通り」と命名され、それに呼応するように南側が「南銀座通り」として命名された。昭和の高度成長期には、大宮南銀座（ナンギン）の方が先に歓楽街として広く関東で有名になったことで、逆にそれに対応するように大宮銀座通りとその奥にあった特殊浴場エリア、通称「北新地（平和通り）」を合わせて北銀座（キタギン）の通称で呼ばれていた時期もあった。平成に入り、特殊浴場エリアと一般商業店舗エリアの大宮銀座通りを明確に区別する為に、特殊浴場エリアのみを北銀座と呼びわけるようになっていった。

## 歴史

### 明治期
明治の鉄道開通と大宮駅開業により、個人営業の商店街や住宅街が形成された。駅の南は仲町（中町）の名の通り、旧中山道の宿場町としての中心街であったことから、駅ができてからは南側がまず中心街となった。
1901年（明治34年）に岡谷の片倉組（片倉工業）、1907年（明治40年）に須坂の山丸組（山丸製糸）、岡谷製糸大宮館といった、長野県系の器械製糸工場がこの付近に進出したことから、中山道との間に繊維関連の豪商が集まった。貨物の引込み線を自分たちの敷地に伸ばし、国鉄で信州や北関東から絹の材料を仕入れ、大宮で加工し、貿易地横浜へ出荷する商業体系が確立する。同時に製糸や衣料関係の仲買人や卸売業者も中山道沿いに軒を連ねた。

### 見晴らし通り
現在の「南銀座通り」は当初、与野横町などとも呼ばれていたが、広い鉄道の敷地越しに富士山がよく見えたこと、そして、この通りの中心に地元住民が利用し、社交場でもあった銭湯の「見晴らし湯」があったことからも、この通りを利用する人々から愛着を持って「見晴らし通り」と呼ばれていた。町役場が通りから左に曲がった突き当たりにでき、通りには大宮商業銀行、県内初の木造三階建て旅館が建って、地域は工場関係者や鉄道関係者でにぎわった。「見晴らし通り」から東へ折れ、天沼や堀の内を経て現在の見沼区に至る「片倉新道」（現在の仲町商店街）は、片倉工業が開いたことから名づけられたもので、大宮は「鉄道と製糸の町」として活況を呈した。片倉新道には町医者が並んで医者通りとも呼ばれ、大宮中央通りができるまで、バスも往来する町のメインストリートだった。

### 繊維業の衰退
しかし、第一次世界大戦後の昭和恐慌による製糸・繊維業への打撃は大宮の業者も衰退させ、引込み線も消えた。一方、同時期の京浜東北線開業により大宮駅周辺は急速に宅地化され、「みはらし通り」も住民向けの商店街となった。

### 金富貴地蔵尊
南銀座通り中央付近のJR鉄道敷地脇には、旧国鉄の鉄道敷設により大宮と旧与野が分断されることとなった際に与野より、この地域に移設された石仏三体で一式の「金富貴地蔵尊」があり、長い間、この区域の商人、住民達の商売繁盛と家内安全の守り地蔵尊として奉られていたが、平成にはいり、地元住民の高齢化や転出、また地域密着性の薄い県外資本店舗等の増加により、管理者が激減し管理不能となったため、当時の町内会、南銀座関係者の長老達の決断により、大宮区宮町の曹洞宗の寺院「大宮東光寺」へ永代供養と管理が委託された。現在でも、かなり劣化が進んでいるものの、大宮東光寺敷地内に安置されている旧南銀座通り「金富貴地蔵尊」を観ることができる。

### 昭和期〜歓楽街としての南銀座〜
1945年（昭和20年）の敗戦以後、東口一帯が商業地域として成長するとともに、高度経済成長期以降の中心地としては、西武百貨店を皮切りに大型店が出店した駅北側の大宮銀座通りが主体となり、氷川神社参道から旧中山道に移行した。1970年（昭和45年）に中央通り沿いの南銀座通り入り口付近にかけての大宮郵便局跡地に髙島屋が開業する。駅南側は次第に百貨店街の「裏側」的な色合いが濃くなり、それまでの住民対象の商店街から駅利用客や大宮競輪、百貨店、「大宮」という地名の由来となる武蔵の国一の宮の「大宮氷川神社」詣でなどの帰り客なども対象とした飲食店中心の繁華街へと姿を変えていった。特に歓楽街としてのイメージの定着は当時マスコミでキャバレー太郎の異名をとった福富太郎によるキャバレー「大宮ハリウッド」が東京銀座店に続いて大宮南銀座に開店し、また他のキャバレーも追随し相次いでこの地に開店したことで大宮南銀座がキャバレー全盛時代を迎えたころより、神奈川の川崎、千葉の船橋等と並んで「夜の街」としての埼玉の大宮「南銀座」の名が広く知られるようになった。

### 女神輿（おんなみこし）
また、駅前好立地という一般集客だけではなく、大宮南銀座で働く飲食店従事者などを対象にした埼玉県下ではまだ珍しかった割烹料理屋やクラブ、バーなども多数並ぶようになり、またそれを目当てにする一般客も増えていき、戦後の埼玉有数の繁華街として地元大宮の経済成長を影から支えた。昭和38年春に、当時のこの通りの組合長の山崎嘉一の肝煎りで、南銀座のある仲町一丁目自治会の「仲和会」の他に、南銀座の商店の親睦と大宮夏祭りの祭事を司ることを目的とした「親正会」という南銀座初の商店主達による自治会が創設された。「親正会」では、南銀座通りの宣伝と繁栄を願い、当時地元仲町一丁目の夏祭り用の新しい神輿の導入に伴い、不要となった旧神輿を利用して、この南銀座通りの飲食店に従事する若い女性だけを集めた全国的にも稀で埼玉初の「女神輿（おんなみこし）」を開催し、当時は夜の歓楽街でのお色気神輿として話題になった。当初この「女神輿」の指導のためだけに東京浅草三社祭のプロの担ぎ手数名が南銀座に招かれその指導にあたった。尚、この大宮南銀座の「女神輿」は現在でも続いている。

### 昭和期〜高度成長期の南銀座〜
また昭和40年代までは、当時東京上野駅に準じて北の玄関と呼ばれた国鉄大宮駅の北へ向かう旅客者向けのプラットホーム売りの駅弁を製造販売する、大宮駅南口南銀座入り口付近所在の「ムサシ食品（ムサシ産業有限会社）」と、南銀座中央で現さくら小道突き当たりに所在だった「（合資会社）三立軒」という、今は無き２軒の国鉄構内営業中央会会員業者があり、その売り子達が首から下げた籠に多数の弁当箱を積み、日に何度も南銀座通りを行き交うという、いかにも鉄道の街「大宮」らしい光景も見られた。
現在まで半世紀以上も続く歴史ある飲食店も少なくない反面、昔からの商店街の住民は繁華街に変貌するとともに減り、現在ではこの地域に居住している人は少ない。また、昭和の高度成長期、この一帯は県内有数の「パチンコ街」または「映画館通り」としての娯楽遊戯の街としても広く知られ、当時の南銀座通りでは、陽が落ちると酔客や店の宣伝看板を持ったサンドイッチマン、各店舗へ向かう従業者達が行き交い、深夜になるとパチンコの玉を磨く機械の音があちこちで響く中、流しのギター弾き達が路地裏の小料理屋の暖簾をくぐり、中山道や駅前では客待ちタクシーの渋滞、朝になると残飯目当ての猫やカラスの姿を横目に足早に駅へ向かう通学、通勤者の往来、午前には新作映画の封切りに並ぶカップルや子連れ家族の行列、午後には各商店、飲食店への慌ただしい業者の食材搬入などと、朝、昼、晩と全く異なる多面的な通りの光景がみられた。

### 風俗店等の台頭
昭和50年代以降、それまで隆盛を極めた大型店舗の「キャバレー」が小規模な「パブ」や「ミニクラブ」にとって変わり、またその違法性からも当時話題となっていた「ピンサロ（ピンクサロン）」も増えはじめ、更に平成に入り「平成不況」を迎えると、撤退した飲食店の後に「エステ」を称した違法風俗店が多数出店するなど、その違法なサービス内容のみならず、その強引な客引き行為やビラ配りなどが問題となった。
その後、「パブ」や「ミニクラブ」等は全国的ブームとなる「キャバクラ」へと変遷し、通りではそこで働く「キャバ嬢」の往来する姿も多く見られるようになり、また「ホストクラブ」、安価な居酒屋などが多数進出した。またカラオケやゲームセンターが増加し、若者が朝まで入り浸るなど、青少年育成の観点から不健全なエリアとしての印象も定着していた。

### バブル崩壊後の南銀座
平成に入り、バブル崩壊の影響、旧態依然とした古くて汚い「飲み屋街」イメージや一部の路地裏が蔑称で「小便横町」と呼ばれる等の暗いイメージ、また、西口の再開発等が相まって、南銀座通りもしばし低迷が続き、衰退が懸念されたが、1993年（平成5年）にこの南銀座通りの中央付近に、それまでの南銀座の暗い「飲み屋街」のダーティーなイメージを払拭するような「日本建築学会賞」多数入選の若手建築家集団「シーラカンス」デザインによるモダンなテナントビル「アイスビル」が完成したことで、それまでの「夜と酒と女」で稼ぐという高利益率に比重を置いた商売から、「料理」や女性でも安心して利用できる健全な「雰囲気」を売りにした「薄利多売」の和洋飲食店が多数登場するようになった。これらにより、新たに会社帰りの一般サラリーマンやOL、学生等の客層の増加、及び同客層帯による歓送迎会等のニーズ等のビジネス機会も増え、現在ではコンビニ店、全国チェーンの牛丼店やマスコミで話題のラーメン店、その他有名飲食店なども、南銀座通りに軒を連ねていった。尚、昭和からあった老舗映画館は2000年代に開業した大宮サティやコクーン新都心等のシネマコンプレックスに客を奪われる形でいずれも廃業し、県外資本の飲食チェーン店等に入れ替わっていった。区域入り口付近にあった家電量販店「さくらや」が2010年（平成22年）に撤退し、店舗はカラオケ店となった。

### 風紀、防犯、防災
また、平成に入ると行政や警察による同エリアに対する風営法及び暴対法に係る取り締まりが強化されていき、特に平成13年9月1日発生の新宿歌舞伎町ビル火災をうけて翌年消防法が改正されたことにより、歌舞伎町同様の重要防火エリアの繁華街として、消防による南銀座通り一帯店舗への立入検査及び不適合店舗の検挙、改善命令等が集中的に行なわれた。その結果として違法風俗店舗等は減少傾向にあり、商店街の健全化は継続して計られ、当時社会問題化されていた、当該エリアでの一部店舗による強引な客引きやごく一部店舗の不法な「ぼったくり」等不法請求の問題は、昨今の風営法、消防法の継続的な改正や、賃貸借契約書への「暴力団排除条項」や「反社会的勢力の排除条項」の設置義務の常識化、賃貸人及び地権者への連帯責任追及の強化等により、現在ではほとんど見られなくなっている。
商店会は更なるイメージ払拭と活性化のために、他の商店連合会と共同して、南銀座には16台の監視カメラを割振り導入し、治安回復を図り一定の効果をあげている。また毎年12月には、大宮駅西口〜駅内コンコース〜東口南銀座通り一帯に至るコースを埼玉県知事とさいたま市長及び同行議員団並びに地元関係者と大宮警察署長、同所轄生活安全課職員等の視察歩行「特別警戒取締り督励巡視」が恒例行事となっている。尚、毎年夏には別途、大宮区主催で自治会と連動した「大宮駅周辺繁華街環境浄化パトロール」も行なわれている。
2018年4月、埼玉県は暴力団排除条例を改正して、大宮南銀座に暴力団排除特別強化地域を設定。暴力団員等によるみかじめ料の要求も飲食業者などからの支払い等を禁止し、違反した場合には暴力団と業者双方とも即座に罰則（1年以下の懲役または50万円以下の罰金）を科すことを可能とした。
2019年4月8日、埼玉県警察は改正暴力団排除条例を初適用し、大宮南銀座の飲食店から みかじめ料を受け取っていた暴力団員らを逮捕。みかじめ料を支払っていた飲食店店主も摘発することを発表した。
2020年4月、新型コロナウイルス感染症が拡大。埼玉県はナイトクラブなどへの休業要請が行われたほか、ウイルス感染を恐れて客足が遠のいたため、飲食店を中心に各事業者が大きな打撃を受けることとなった。
2022年2月、大宮南銀座で通信ケーブルの埋設工事が行われた際、施工業者に対して暴力団員が不当要求を行ったほか、商店街関係者からも営業補償を求めるクレームが出され、工事は中止に追い込まれた。同年中に威力業務妨害の疑いで関係者が逮捕されている。
2023年1月19日、キャバクラの用心棒をしていた暴力団員が逮捕。店側も用心棒代を支払っていたとして捜査が行われた。

### 現在の南銀座
現在では、学生、OL等を対象とした飲食店も増え、また大手カラオケ店舗の集中出店やディスカウントショップのドン・キホーテなどが南銀座通りに出店したことから、制服姿の女子高生達などの若年層の姿も多く見受けられるようになり、あわせて当該若年層をターゲットとした大手全国チェーンの飲食店等が出店競争を続けるなど、一定の高いテナント需要エリアであるとともに、他方、他の地方都市と変わらない大手チェーン店ばかりの台頭がこれまでの南銀座特有の雰囲気を没却させつつあるとの声も聞かれる。しかし、一歩路地裏へ足を入れば、昭和期と変わらぬ古い建物、歴史ある「飲み屋」がひしめき合い、相変わらず客引きも多く、また中国、ロシア、韓国、フィリピン等の外国人従業員のいる小規模スナック等の飲食店の数も依然多く、未だ昭和から脈々と続く南銀座ならではの独特な雰囲気は健在である。